# Liste der Biografien/Cun
Liste der Biografien |
Portal Biografien |
Personensuche
# |
A |
B |
C |
D |
E |
F |
G |
H |
I |
J |
K |
L |
M |
N |
O |
P |
Q |
R |
S |
T |
U |
V |
W |
X |
Y |
Z |
?
 
Ca |
Cb |
Cc |
Ce |
Ch |
Ci |
Cj |
Ck |
Cl |
Cm |
Cn |
Co |
Cr |
Cs |
Ct |
Cu |
Cv |
Cw |
Cy |
Cz
 
Cua |
Cub |
Cuc |
Cud |
Cue |
Cuf |
Cug |
Cuh |
Cui |
Cuj |
Cuk |
Cul |
Cum |
Cun |
Cuo |
Cup |
Cuq |
Cur |
Cus |
Cut |
Cuv |
Cuw |
Cux |
Cuy |
Cuz
Die Liste der Biografien führt alle Personen auf, die in der deutschsprachigen Wikipedia einen Artikel haben. Dieses ist eine Teilliste mit 298 Einträgen von Personen, deren Namen mit den Buchstaben „Cun“ beginnt.

## Cun

### Cuna
- Cuña Ramos, Luis Manuel (* 1966), spanischer Geistlicher und Prälat der römisch-katholischen Kirche
- Cunaeus, Conradijn (1828–1895), niederländischer Tiermaler und Lithograf
- Cunaeus, Petrus (1586–1638), niederländischer Philologe und Rechtswissenschaftler
- Cunanan, Andrew Phillip (1969–1997), US-amerikanischer Serienmörder
- Cunard, Grace (1893–1967), US-amerikanische Schauspielerin, Regisseurin und Drehbuchautorin
- Cunard, Nancy (1896–1965), britische Journalistin, Verlegerin und Publizistin
- Cunard, Samuel (1787–1865), kanadischer Geschäftsmann und ReederSamuel Cunard (1787–1865)

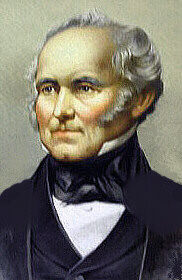
Samuel Cunard (1787–1865)

- Çunayev, Rəsul (* 1991), aserbaidschanischer Ringer

### Cunc
- Cuncu, Giacomo (* 1988), italienischer Inline-Speedskater

### Cund
- Cundall, Dorothy (1882–1954), englische Badmintonspielerin
- Cundari, Mark (* 1990), kanadischer Eishockeyspieler
- Cunde, Johann († 1759), deutscher Theologe und Schulmann
- Cundell, Edric (1893–1961), englischer Komponist, Hornist, Pianist, Dirigent und Musikpädagoge
- Čunderlíková, Andrea (* 1952), tschechische Schauspielerin
- Cundey, Dean (* 1946), US-amerikanischer Kameramann
- Cundiff, Carl (* 1941), US-amerikanischer Diplomat
- Cundiff, Steven, US-amerikanischer Physiker
- Cundisius, Gottfried (1599–1651), deutscher lutherischer Theologe
- Cundy, Ian (1945–2009), anglikanischer Bischof der Church of England
- Cundy, Jeff (* 1969), englischer Snookerspieler
- Cundy, Jody (* 1978), britischer Behindertensportler

### Cune
- Cunego, Assia (* 1983), italienische Harfenistin
- Cunego, Damiano (* 1981), italienischer RadrennfahrerDamiano Cunego (* 1981)

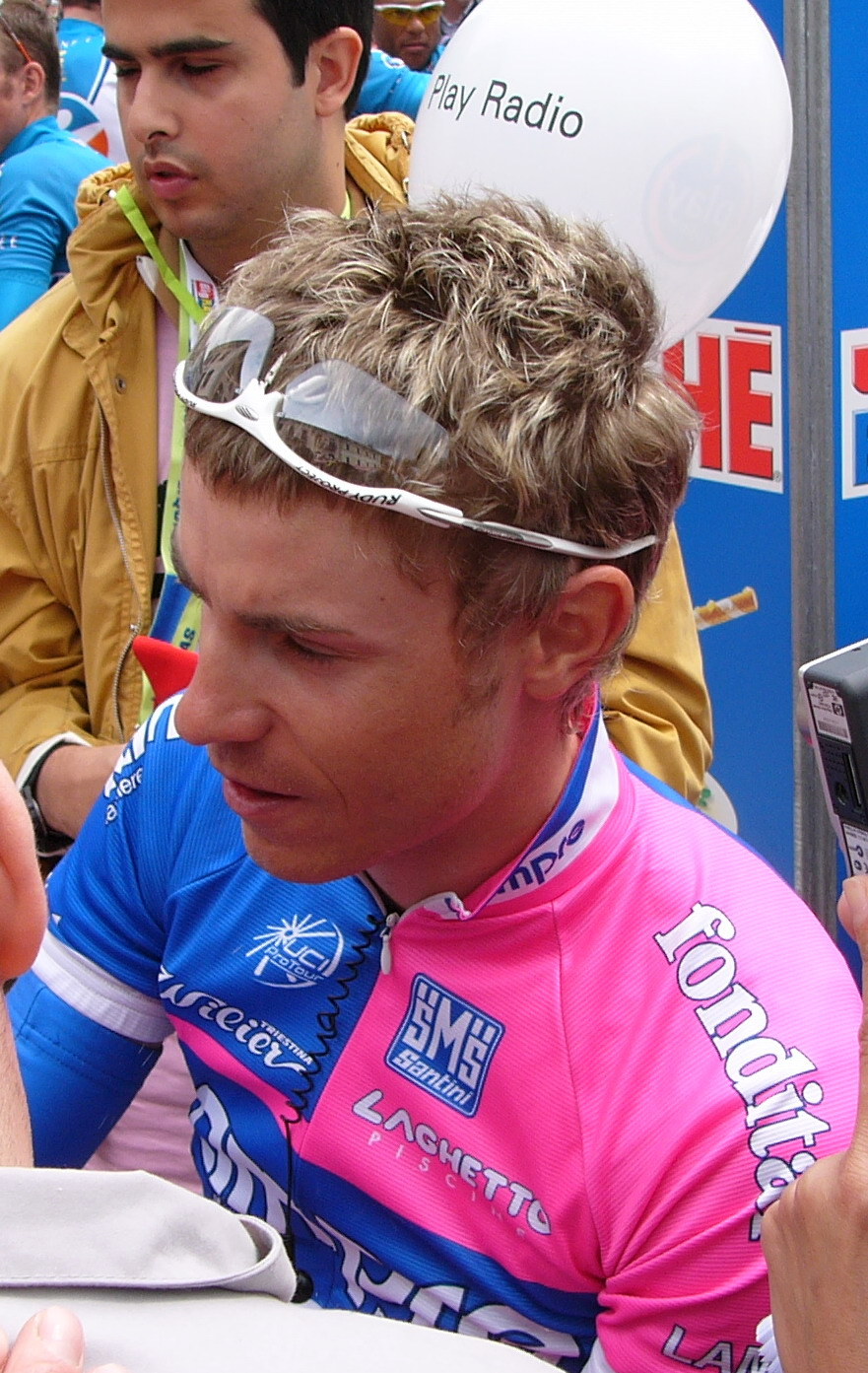
Damiano Cunego (* 1981)

- Čunek, Jiří (* 1959), tschechischer Politiker
- Cuneo, Anne (1936–2015), Schweizer Schriftstellerin
- Cuneo, John (1928–2020), australischer Regattasegler
- Cunéo, José (* 1923), uruguayischer Leichtathlet
- Cuneo, Terence (1907–1996), englischer Eisenbahn-, Pferde- und Militärmaler
- Cuneta, Sharon (* 1966), philippinische Schauspielerin und Fernsehmoderatorin

### Cunh
- Cunha Bastos, Guilherme Fausto da (* 1945), brasilianischer Diplomat
- Cunha Cruz, Pedro (* 1964), brasilianischer Geistlicher, Bischof von Nova Friburgo
- Cunha e Ataíde, Nuno da (1664–1750), portugiesischer Geistlicher und Kardinal der Römischen Kirche
- Cunha e Silva, Felipe (* 1997), portugiesischer Tennisspieler
- Cunha e Silva, João (* 1967), portugiesischer Tennisspieler
- Cunha Leal, Francisco Pinto da (1888–1970), portugiesischer Politiker und Premierminister von Portugal
- Cunha Marelim, Luís Gonzaga da (1904–1991), brasilianischer Ordensgeistlicher, römisch-katholischer Bischof von Caxias do Maranhão
- Cunha Rodrigues, Vilmar da (* 1982), brasilianischer Fußballspieler
- Cunha, Alfredo (* 1953), portugiesischer Fotojournalist
- Cunha, Ana Marcela (* 1992), brasilianische Langstreckenschwimmerin
- Cunha, Andrés (* 1976), uruguayischer Fußballschiedsrichter
- Cunha, Antônio Felippe da (1933–1995), brasilianischer Ordensgeistlicher und Bischof von Guanhães
- Cunha, Aurora (* 1959), portugiesische Langstreckenläuferin
- Cunha, Basil da (* 1985), schweizerisch-portugiesischer Filmregisseur und Drehbuchautor
- Cunha, Celso Ferreira da (1917–1989), brasilianischer Romanist, Lusitanist, Mediävist und Grammatiker
- Cunha, Darlan (* 1988), brasilianischer Schauspieler
- Cunha, Duarte da (* 1968), portugiesischer Theologe
- Cunha, Eduardo (* 1958), brasilianischer Politiker (Partido do Movimento Democrático Brasileiro)
- Cunha, Euclides da (1866–1909), brasilianischer Autor
- Cunha, Francisco Ribeiro, portugiesischer Politiker
- Cunha, Frederico (* 1950), brasilianischer römisch-katholischer Priester, wegen Mordes und sexuellen Missbrauchs verurteilt
- Cunha, Hugo (1977–2005), portugiesischer Fußballspieler
- Cunha, Jair (* 2005), brasilianischer Fußballspieler
- Cunha, José Anastácio da (1744–1787), portugiesischer Mathematiker, Mathematikhistoriker und Lyriker
- Cunha, Longinus da (1945–2006), indonesischer Geistlicher, römisch-katholischer Erzbischof von Ende
- Cunha, Lucas Da (* 2001), französisch-portugiesischer Fußballspieler
- Cunha, Luís Campos e (* 1954), portugiesischer Politiker, Wirtschaftswissenschaftler
- Cunha, Luís da (1662–1749), portugiesischer Diplomat
- Cunha, Lutz da (1956–2024), deutscher Kommunalpolitiker (SPD)
- Cunha, Manoel Alexandrino Ferreira da (* 1880), brasilianischer Brigadegeneral
- Cunha, Maria da (1872–1917), portugiesische Journalistin und Dichterin
- Cunha, Maria da Graça Amado da (1919–2001), portugiesische klassische Pianistin
- Cunha, Matheus (* 1999), brasilianischer FußballspielerMatheus Cunha (* 1999)

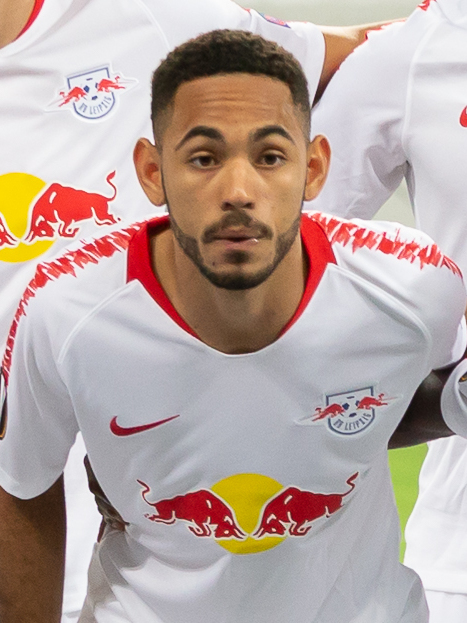
Matheus Cunha (* 1999)

- Cunha, Neon (* 1970), brasilianische, Schwarze LGBTQ-Aktivistin
- Cunha, Nuno da (1487–1539), portugiesischer Seefahrer
- Cunha, Òscar da (* 1986), andorranischer Fußballspieler
- Cunha, Paulo (1908–1986), portugiesischer Rechtswissenschaftler und Politiker
- Cunha, Pedro (* 1983), brasilianischer Beachvolleyballspieler
- Cunha, Philipp da (* 1987), deutscher Politiker (SPD), MdL
- Cunha, Richard E. (1922–2005), US-amerikanischer Filmregisseur, Kameramann und Drehbuchautor
- Cunha, Roberto Emílio da (1912–1977), brasilianischer Fußballspieler
- Cunha, Thiago (* 1985), brasilianischer Fußballspieler
- Cunha, Tristão da († 1539), portugiesischer Admiral
- Cunha, Vasco Leitão da (1903–1984), brasilianischer Diplomat
- Cunha, Vivian (* 1980), brasilianische Beachvolleyballspielerin
- Cunha, Yann (* 1991), brasilianischer Automobilrennfahrer
- Cunhal, Álvaro (1913–2005), portugiesischer PolitikerÁlvaro Cunhal (1913–2005)

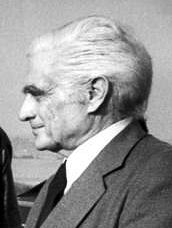
Álvaro Cunhal (1913–2005)

### Cuni
- Çuni, Marvin (* 2001), albanisch-deutscher Fußballspieler
- Cunial, Ettore (1905–2005), italienischer Geistlicher, Kurienerzbischof, Vizegerent der Diözese Rom
- Cunial, Sara (* 1979), italienische Politikerin, Mitglied der Camera dei deputati
- Cunibert, Henri (1891–1954), belgischer Architekt
- Cuniberti, Angelo (1921–2012), italienischer Ordensgeistlicher und Missionar, apostolischer Vikar von Florencia
- Cuniberti, Gianaurelio (* 1970), italienischer Wissenschaftler und Hochschullehrer
- Cuniberti, Vittorio (1854–1913), italienischer Schiffbauingenieur und Admiral
- Cunico, Gerardo (* 1949), italienischer Philosophieprofessor
- Cunier, Florent (1812–1853), belgischer Ophthalmologe und Begründer der belgischen Augenheilkunde
- Cunincpert († 700), König der Langobarden
- Cuningham, Vera (1897–1955), britische Malerin, Bühnenbildnerin und Modell
- Cuninghame, James († 1788), britischer Heeresoffizier und Politiker, Mitglied des House of Commons
- Cuninghame, Polly (1785–1837), niederländische Balletttänzerin
- Cuninghame, Richard John (1871–1925), schottischer Forschungsreisender, Großwildjäger, Sammler für naturkundliche Museen und Fotograf
- Cuninghame, Robert, 1. Baron Rossmore (1726–1801), britischer Armeeoffizier und Politiker, Mitglied des House of Commons
- Cunio, David (* 1990), israelischer Schauspieler
- Cuniolo, Giovanni (1884–1955), italienischer Radrennfahrer
- Cuniot, Laurent (* 1957), französischer Komponist, Dirigent und Musikpädagoge
- Cunis, Reinmar (1933–1989), deutscher Soziologe, Journalist und Autor von Science-Fiction-Romanen
- Cunitz, August Eduard (1812–1886), französisch-deutscher evangelischer Theologe
- Cunitz, August Immanuel (1767–1826), deutscher Militärschriftsteller
- Cunitz, Heinrich (1580–1629), deutscher Arzt
- Cunitz, Maria (1610–1664), deutsche AstronominMaria Cunitz (1610–1664)

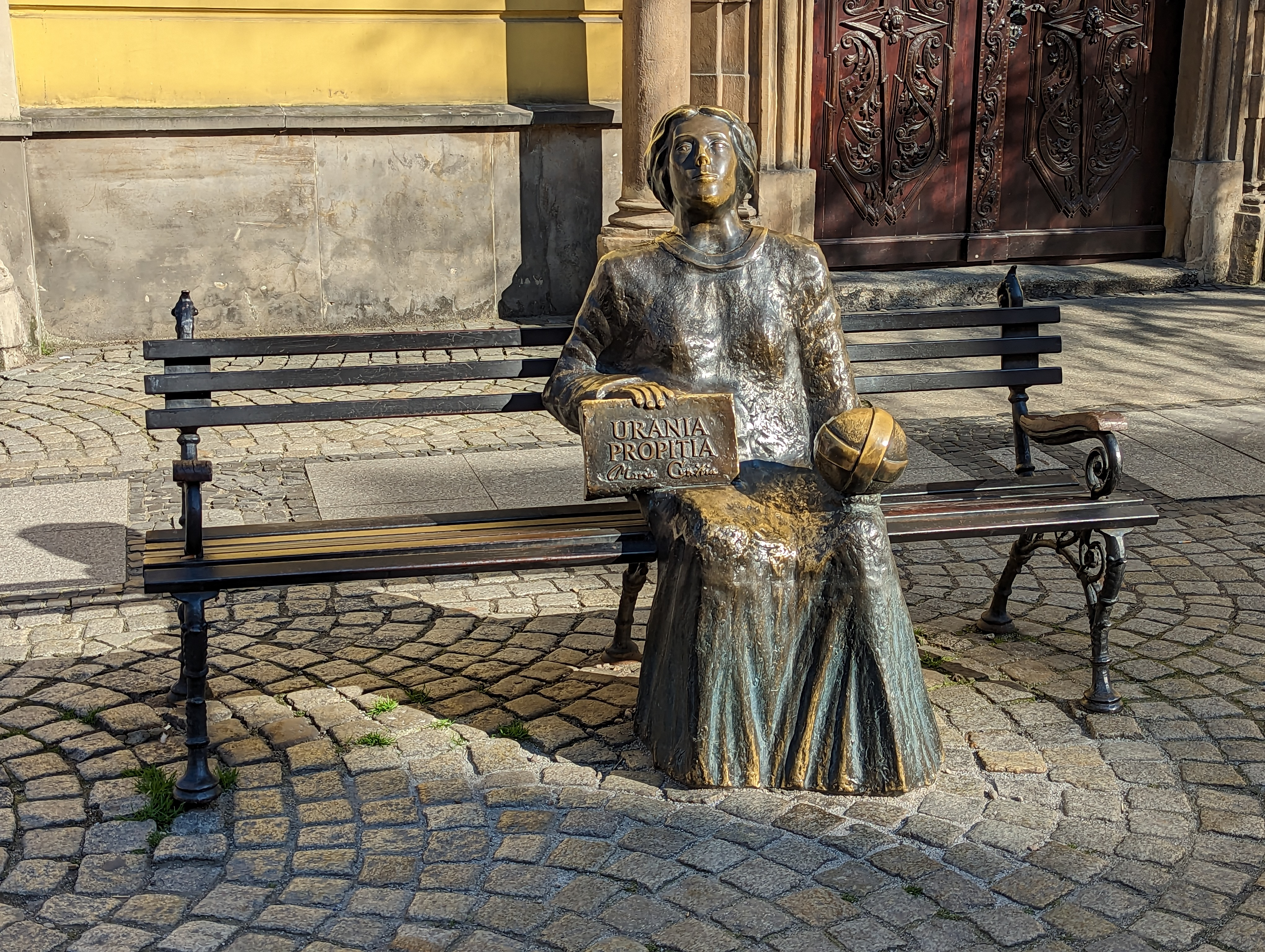
Maria Cunitz (1610–1664)

- Cunitz, Maud (1911–1987), deutsche Opern-, Operetten-, Lied- und Konzertsängerin (Sopran)
- Cunitz, Olaf (* 1968), deutscher Politiker (Bündnis 90/Die Grünen)

### Cunk
- Čunko, Mario (* 1990), kroatischer Eishockeyspieler
- Čunko, Tomislav (* 1986), kroatischer Eis- und Inlinehockeyspieler

### Cunl
- Cunliffe, Barry (* 1939), britischer Archäologe
- Cunliffe, Bill (* 1956), US-amerikanischer Jazzpianist, Komponist und Arrangeur
- Cunliffe, David (* 1963), neuseeländischer Politiker der New Zealand Labour Party und Parteiführer seiner Partei für ein Jahr
- Cunliffe, Ernie (* 1937), US-amerikanischer Mittelstreckenläufer
- Cunliffe, Freddie (* 1981), britischer Schauspieler
- Cunliffe, Jason (* 1983), guamischer Fußballspieler
- Cunliffe, Maxine, britisch-neuseeländische Schauspielerin
- Cunliffe-Lister, David, 2. Earl of Swinton (1937–2006), britischer Politiker und Peer
- Cunliffe-Lister, Philip, 1. Earl of Swinton (1884–1972), britischer Politiker, Mitglied des House of Commons und des House of Lords
- Cunliffe-Lister, Susan, Countess of Swinton (1935–2023), britische Politikerin und Life Peeress im House of Lords

### Cunn
- Cunnah, Peter (* 1966), britischer Popsänger
- Cunnama, James (* 1983), südafrikanischer Triathlet
- Cunnama, Jodie (* 1981), englische Triathletin
- Cunnane, Joseph (1913–2001), irischer römisch-katholischer Geistlicher, Erzbischof von Tuam
- Cunneen, John (1848–1907), US-amerikanischer Jurist und Politiker
- Cunneen, John Jerome (1932–2010), neuseeländischer römisch-katholischer Theologe, Bischof von Christchurch
- Cunneyworth, Randy (* 1961), kanadischer Eishockeyspieler
- Cunniff, David (* 1970), US-amerikanischer Eishockeyspieler und -trainer
- Cunniff, John (1944–2002), US-amerikanischer Eishockeyspieler und -trainer
- Cunningham of Block, Alexander († 1730), schottischer Jurist, Gelehrter und Schachmeister
- Cunningham, Adrian, australischer Jazzmusiker (Saxophon, Klarinette)
- Cunningham, Alan (1887–1983), britischer General im Zweiten Weltkrieg und letzter britischer Hochkommissar für das Völkerbundsmandat für PalästinaAlan Cunningham (1887–1983)

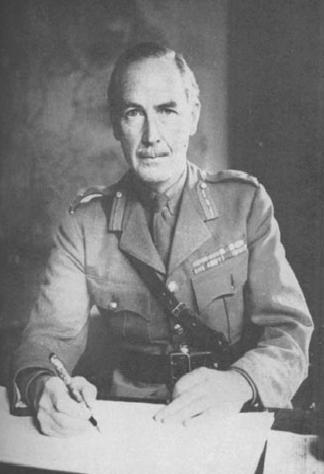
Alan Cunningham (1887–1983)

- Cunningham, Alan (* 1955), US-amerikanisch-englischer Basketballspieler
- Cunningham, Alexander (1654–1737), britischer Historiker und Schachspieler
- Cunningham, Alexander (1814–1893), britischer Indologe
- Cunningham, Allan (1784–1842), schottischer Schriftsteller, Komponist und Journalist
- Cunningham, Allan (1791–1839), englischer Botaniker
- Cunningham, Allan Joseph Champneys (1842–1928), britischer Mathematiker
- Cunningham, Allen (* 1977), US-amerikanischer Pokerspieler
- Cunningham, Andrew, 1. Viscount Cunningham of Hyndhope (1883–1963), britischer AdmiralAndrew Cunningham, 1. Viscount Cunningham of Hyndhope (1883–1963)

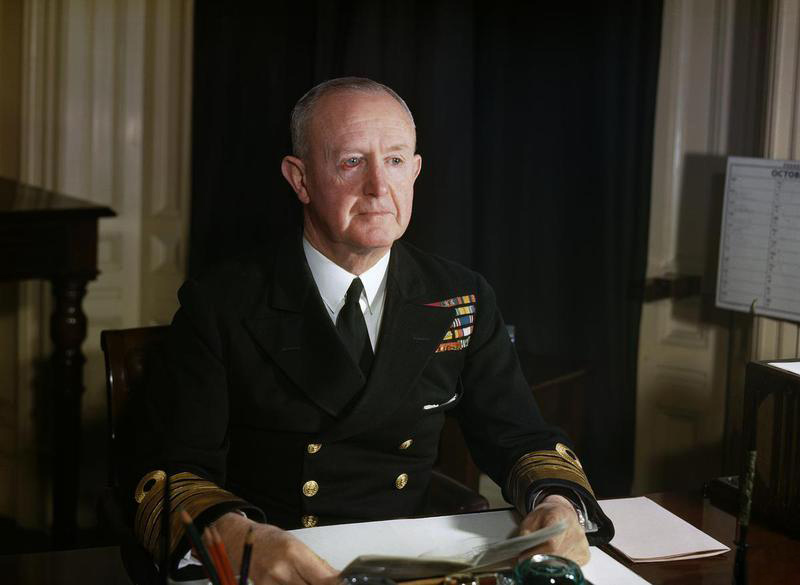
Andrew Cunningham, 1. Viscount Cunningham of Hyndhope (1883–1963)

- Cunningham, Arthur (1928–1997), US-amerikanischer Komponist
- Cunningham, Barbara (1926–2022), australische Turnerin
- Cunningham, Barry, britischer Verleger
- Cunningham, Benny (* 1990), US-amerikanischer American-Football-Spieler
- Cunningham, Beryl (1946–2020), jamaikanische Schauspielerin
- Cunningham, Bill (1929–2016), US-amerikanischer Modefotograf der New York Times
- Cunningham, Billy (* 1943), US-amerikanischer Basketballspieler und -trainer
- Cunningham, Bob (1934–2017), US-amerikanischer Jazzmusiker
- Cunningham, Briggs (1907–2003), US-amerikanischer Autorennfahrer, Konstrukteur und Segler
- Cunningham, Burris B. (1912–1971), US-amerikanischer Chemiker
- Cunningham, Cade (* 2001), US-amerikanischer BasketballspielerCade Cunningham (* 2001)

Cade Cunningham (* 2001)

- Cunningham, Caden (* 2003), britischer Taekwondoin
- Cunningham, Cal (* 1973), US-amerikanischer Politiker (Demokratische Partei)
- Cunningham, Cara (* 1987), US-amerikanische Bloggerin und Sängerin
- Cunningham, Carolynne, australische Filmproduzentin
- Cunningham, Case, US-amerikanischer Offizier, Generalleutnant der US Air Force
- Cunningham, Cecil (1888–1959), US-amerikanische Theater- und Filmschauspielerin
- Cunningham, Charlie (* 1984), britischer Singer- und Songwriter
- Cunningham, Chris (* 1970), britischer Regisseur
- Cunningham, Clare (* 1977), britische paralympische Schwimmerin und Triathletin
- Cunningham, Colin (* 1966), US-amerikanischer Schauspieler
- Cunningham, Craig (* 1990), kanadischer Eishockeyspieler und -scout
- Cunningham, Dante (* 1987), US-amerikanischer Basketballspieler
- Cunningham, Dave (1928–2020), australischer Eishockeyspieler
- Cunningham, David Douglas (1843–1914), britischer Mediziner und Biologe
- Cunningham, Davy, schottischer Lichtdesigner
- Cunningham, Ebenezer (1881–1977), britischer Mathematiker und theoretischer Physiker
- Cunningham, Edward Francis († 1795), schottischer Porträt- und Historienmaler
- Cunningham, Francis A. (1804–1864), US-amerikanischer Politiker (Demokratische Partei)
- Cunningham, G. D. (1878–1948), englischer Organist und Musikpädagoge
- Cunningham, Gabriel (* 1995), US-amerikanischer American-Football-Spieler
- Cunningham, Gabriele (* 1998), US-amerikanische Hürdenläuferin
- Cunningham, Glenn (1909–1988), US-amerikanischer Leichtathlet
- Cunningham, Glenn Clarence (1912–2003), US-amerikanischer Politiker
- Cunningham, Greg (* 1991), irischer Fußballspieler
- Cunningham, Imogen (1883–1976), US-amerikanische FotografinImogen Cunningham (1883–1976)

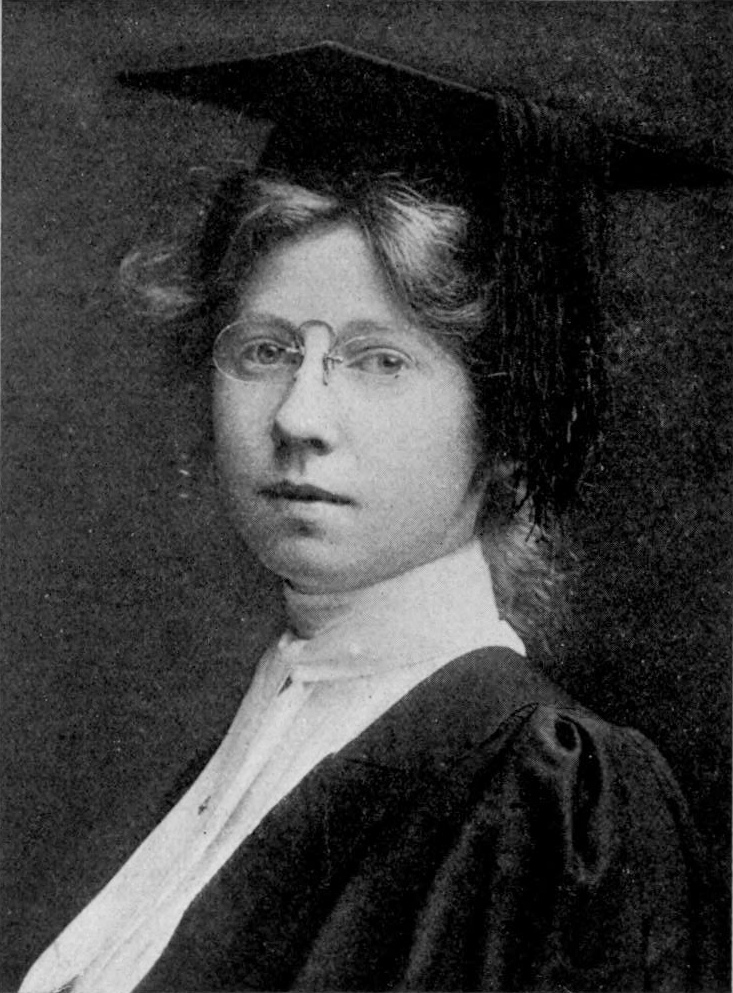
Imogen Cunningham (1883–1976)

- Cunningham, Jack (1882–1941), US-amerikanischer Journalist und Drehbuchautor
- Cunningham, Jack (* 1939), britischer Politiker (Labour)
- Cunningham, James († 1709), britischer Arzt und Pflanzensammler
- Cunningham, James (1910–1974), britischer römisch-katholischer Bischof
- Cunningham, James Bertram (* 1872), kanadischer Politiker
- Cunningham, James E. (1916–1992), US-amerikanischer Politiker und Richter
- Cunningham, Jared (* 1991), US-amerikanischer Basketballspieler
- Cunningham, Jeff (* 1976), jamaikanisch-US-amerikanischer Fußballspieler
- Cunningham, Jennifer (* 1953), australische Badmintonspielerin
- Cunningham, Jeremy, US-amerikanischer Jazzmusiker
- Cunningham, Joe (1867–1951), US-amerikanischer Tennisspieler
- Cunningham, Joe (* 1982), amerikanischer Politiker der Demokratischen Partei
- Cunningham, John (1575–1651), schottischer Polarfahrer
- Cunningham, John (1885–1962), britischer Admiral of the Fleet, Erster Seelord
- Cunningham, John (1938–2021), schottischer Geistlicher und Theologe sowie römisch-katholischer Bischof von Galloway
- Cunningham, John E. (* 1931), US-amerikanischer Politiker und Geschäftsmann
- Cunningham, John Francis (1842–1919), US-amerikanischer Geistlicher, römisch-katholischer Bischof von Concordia
- Cunningham, John W. (1915–2002), US-amerikanischer Schriftsteller
- Cunningham, Kathleen Gallagher, US-amerikanische Politikwissenschaftlerin
- Cunningham, Kenny (* 1971), irischer Fußballspieler
- Cunningham, Kenny (* 1985), costa-ricanischer Fußballspieler
- Cunningham, Laurie (1956–1989), englischer Fußballspieler
- Cunningham, Lawrence A. (* 1962), US-amerikanischer Buchautor und Rechtswissenschaftler
- Cunningham, Leland E. (1904–1989), US-amerikanischer Astronom und Asteroidenentdecker
- Cunningham, Liam (1915–1976), irischer Politiker (Fianna Fáil)
- Cunningham, Liam (* 1961), irischer SchauspielerLiam Cunningham (* 1961)

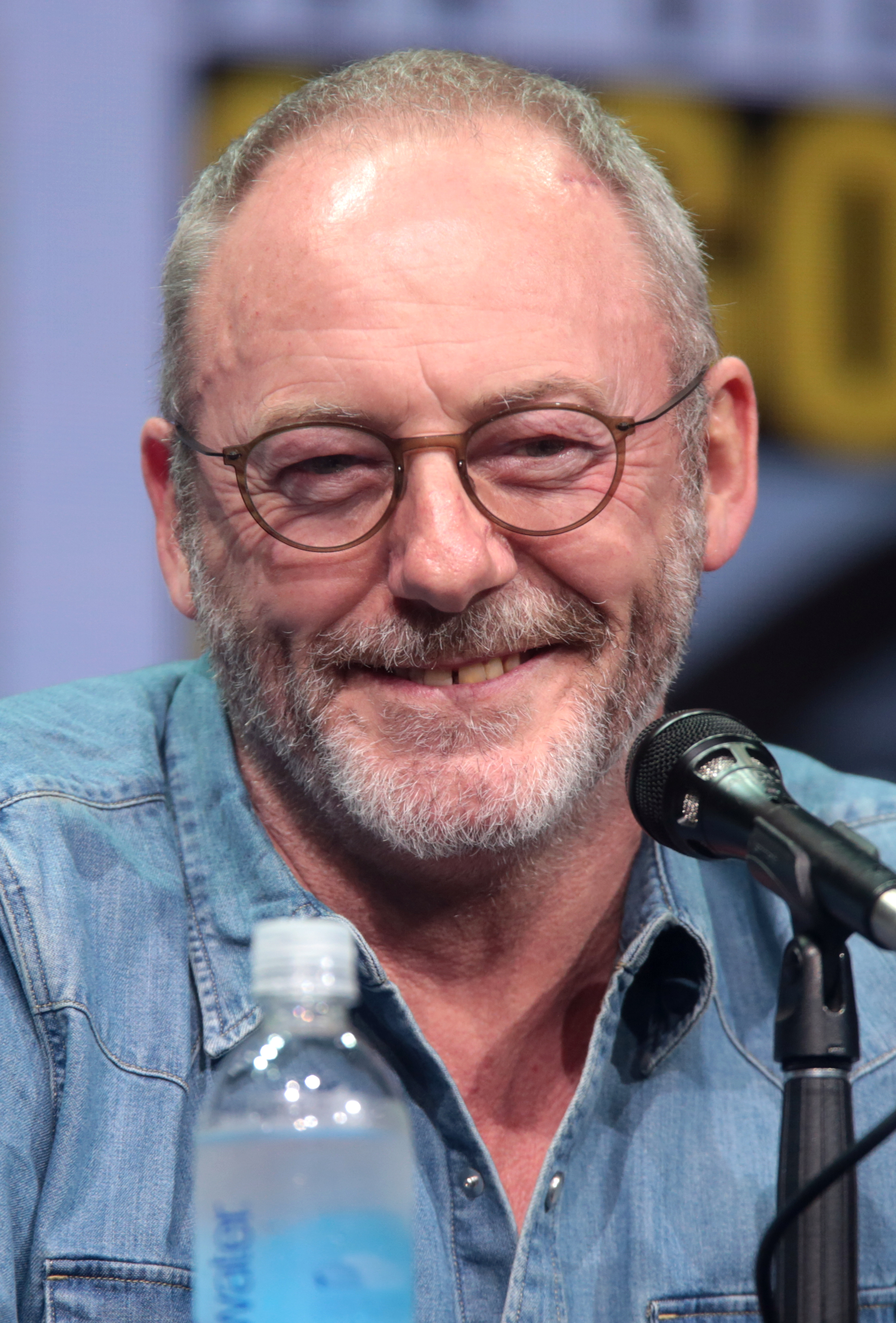
Liam Cunningham (* 1961)

- Cunningham, Loren (1935–2023), US-amerikanischer Geistlicher, Gründer der Internationalen christlichen Organisation YWAM (Jugend mit einer Mission)
- Cunningham, Madison (* 1996), amerikanische Folk-Sängerin und Songwriterin
- Cunningham, Merce (1919–2009), US-amerikanischer Tänzer und Choreograf
- Cunningham, Michael, US-amerikanischer Hochschullehrer, Professor für Psychologie und Kommunikation
- Cunningham, Michael (* 1952), US-amerikanischer Buch- und Drehbuchautor
- Cunningham, Neil (1962–2016), neuseeländischer Autorennfahrer
- Cunningham, Noble E. (1926–2007), US-amerikanischer Historiker
- Cunningham, Paul (1890–1961), US-amerikanischer Politiker
- Cunningham, Peter (1918–2014), schottischer Amateur-Naturforscher und Buchautor
- Cunningham, Peter (1932–1954), kanadischer Pilot
- Cunningham, Phil (* 1974), englischer Gitarrist bei der Band New Order
- Cunningham, Randall (* 1963), US-amerikanischer American-Football-Spieler
- Cunningham, Randy (* 1941), US-amerikanischer Politiker
- Cunningham, Richie (* 1973), australischer Triathlet
- Cunningham, Robert (* 1943), US-amerikanischer Geistlicher, emeritierter römisch-katholischer Bischof von Syracuse
- Cunningham, Robert A. (1837–1907), kanadischer Schausteller und Völkerschau–ImpresarioRobert A. Cunningham (1837–1907)

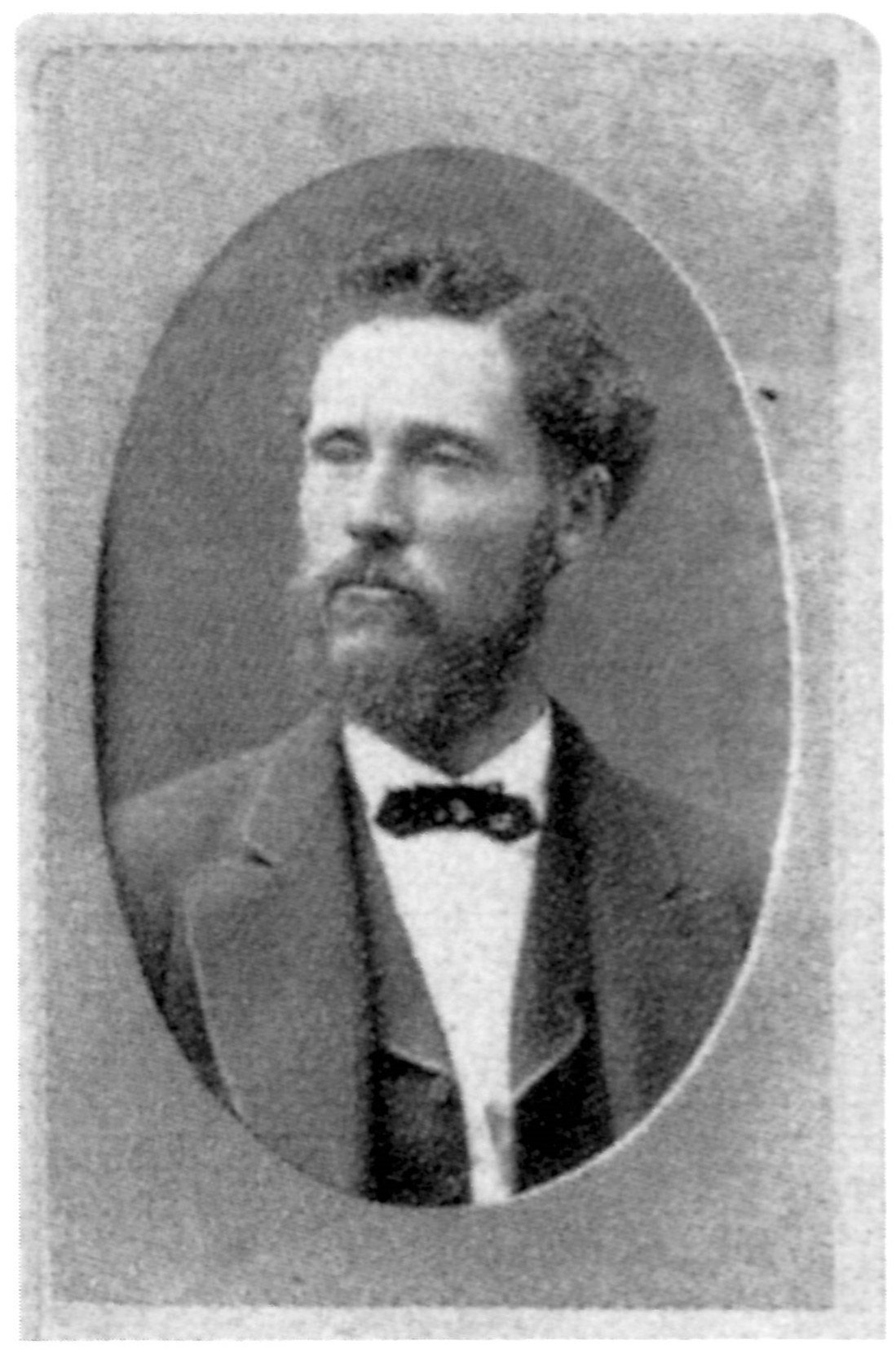
Robert A. Cunningham (1837–1907)

- Cunningham, Rosalie (* 1990), britische Singer-Songwriterin
- Cunningham, Roseanna (* 1951), schottische Politikerin, Mitglied des House of Commons
- Cunningham, Russell McWhortor (1855–1921), US-amerikanischer Politiker
- Cunningham, Samuel (* 1989), thailändisch-US-amerikanischer Fußballspieler
- Cunningham, Sarah (1918–1986), US-amerikanische Schauspielerin
- Cunningham, Scott (1956–1993), US-amerikanischer Paganist
- Cunningham, Scott (* 1975), US-amerikanischer Ökonom
- Cunningham, Séamus (* 1942), irischer Geistlicher, emeritierter römisch-katholischer Bischof von Hexam und Newcastle
- Cunningham, Sean S. (* 1941), US-amerikanischer Regisseur und Filmproduzent
- Cunningham, Sophie (* 1996), US-amerikanische BasketballspielerinSophie Cunningham (* 1996)

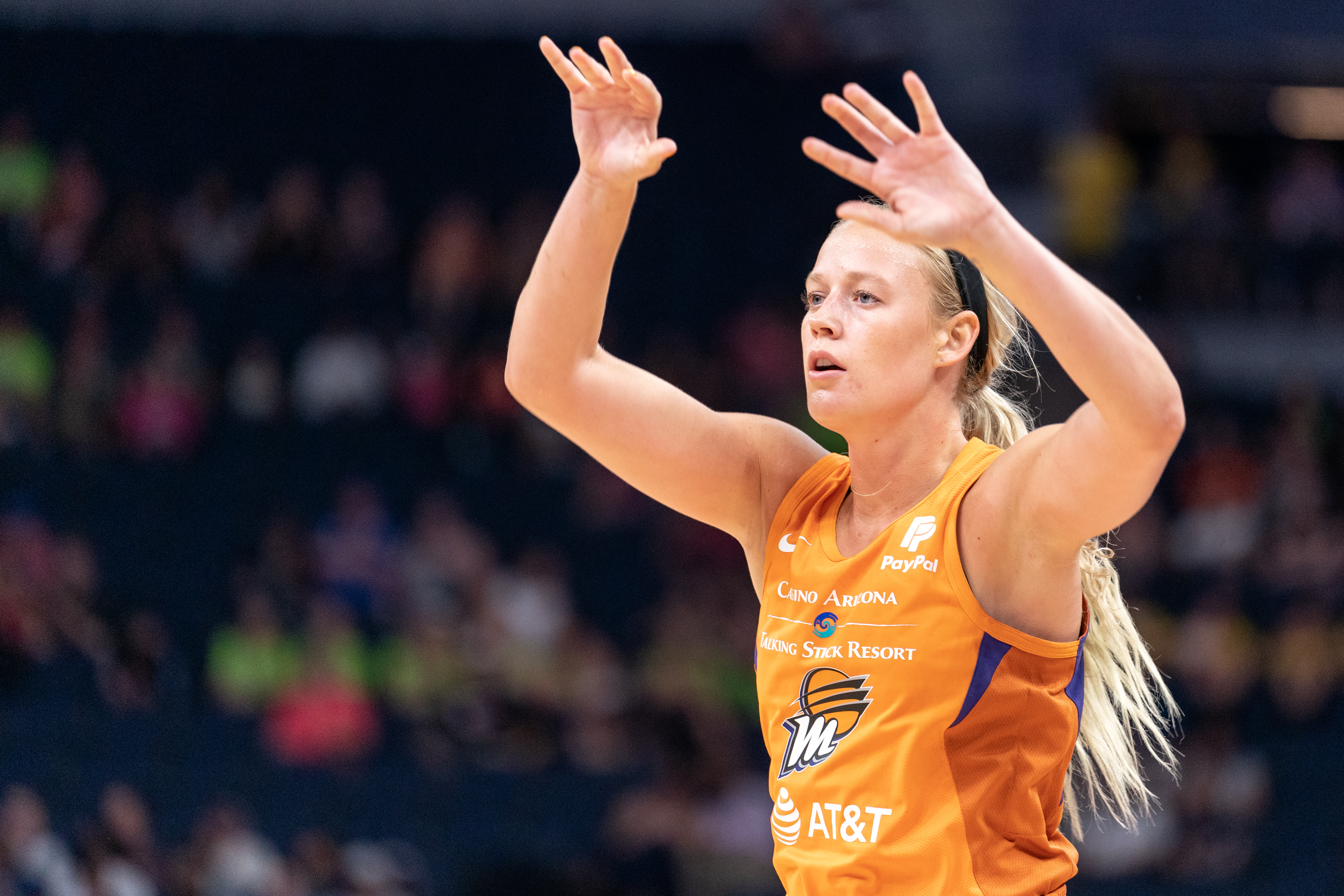
Sophie Cunningham (* 1996)

- Cunningham, Stacey (* 1974), 67. Präsidentin des New York Stock Exchange (NYSE)
- Cunningham, Stephen, neuseeländischer Squashspieler
- Cunningham, Steve (* 1976), US-amerikanischer Boxer
- Cunningham, Susan (1842–1921), amerikanische Mathematikerin, Astronomin und Hochschullehrerin
- Cunningham, Trey (* 1998), US-amerikanischer Leichtathlet
- Cunningham, Vashti (* 1998), US-amerikanische Hochspringerin
- Cunningham, Wade (* 1984), neuseeländischer Rennfahrer
- Cunningham, Walter (1932–2023), US-amerikanischer Astronaut
- Cunningham, Ward (* 1949), US-amerikanischer Programmierer
- Cunningham, William A. III (1911–1983), US-amerikanischer Offizier, Generalmajor der US-Army
- Cunningham, Willie (1925–2000), schottischer Fußballspieler und -trainer
- Cunningham, Willie (1930–2007), nordirischer Fußballspieler und -trainer
- Cunningham, Zach (* 1994), US-amerikanischer American-Football-Spieler
- Cunningham-Reid, Noël (1930–2017), britischer Autorennfahrer
- Cunninghame Graham, Robert (1852–1936), schottisch-spanischer Aristokrat, Sozialist und Politiker, Mitglied des House of Commons
- Cunnington, Eveline Willett (1849–1916), neuseeländische Sozialreformerin, Feministin, Dozentin und Autor
- Cunnington, Maud (1869–1951), walisische Archäologin
- Cunnington, William (1754–1810), britischer Archäologe

### Cuno
- Cuno von Fenis, burgundischer Adliger und Bischof von Lausanne
- Cuno von Pyrmont und von Ehrenberg, Lehensmann des Bischofs von Trier
- Cuno, Carl (1823–1909), deutscher Architekt und Baubeamter
- Cuno, Emil (1805–1859), deutscher Jurist und Politiker
- Cuno, Emma (1823–1904), deutsche Kinder- und Jugendschriftstellerin
- Cuno, Friedrich Wilhelm (1838–1905), deutscher reformierter Theologe
- Cuno, Heinrich (1773–1829), deutscher Schauspieler und Dramatiker
- Cuno, Hellmuth (1867–1951), deutscher Architekt und Industrie-Manager
- Cuno, Hermann (1831–1896), deutscher Architekt und preußischer Baubeamter
- Cuno, Hermann (1857–1923), deutscher Kaufmann und Politiker (DVP), MdR
- Cuno, Johannes († 1513), deutscher Dominikaner und Renaissance-Humanist
- Cuno, Johannes, deutscher evangelischer Theologe, Pädagoge, Hebraist und Dramatiker
- Cuno, Johannes (1630–1685), Konrektor, später auch Bürgermeister in Neuhaldensleben
- Cuno, Kurt (1896–1961), deutscher Offizier, zuletzt Generalleutnant im Zweiten Weltkrieg
- Cuno, Matthäus (1551–1624), deutscher Jurist und Hochschullehrer
- Cuno, Sigismund Andreas (1675–1747), deutscher Pädagoge und Heimatforscher
- Cuno, Theodor (1846–1934), deutsch-amerikanischer Ingenieur, Mitglied der Ersten Internationale
- Cuno, Wilhelm (1876–1933), deutscher Politiker, Reichskanzler in der Weimarer RepublikWilhelm Cuno (1876–1933)

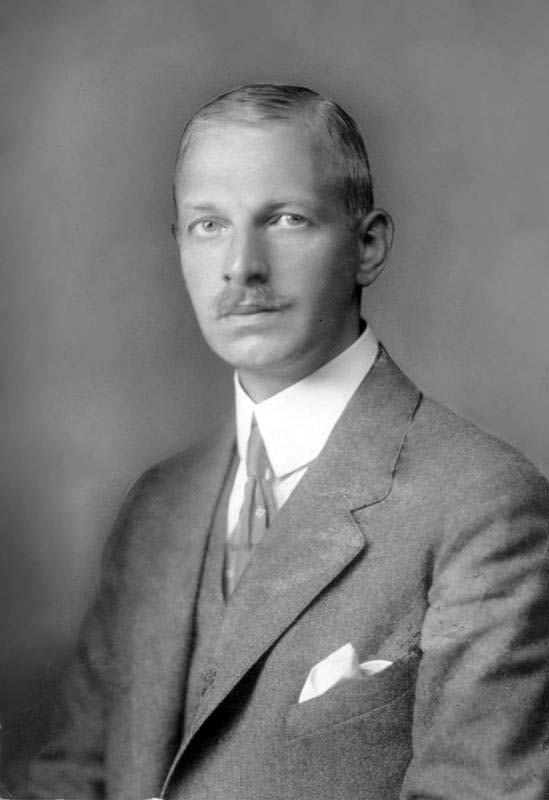
Wilhelm Cuno (1876–1933)

- Cuno, Willi (1860–1951), deutscher Verwaltungsbeamter und Politiker (FVp, DDP), MdR und Oberbürgermeister von Hagen
- Cuno, Yeferson (* 2004), peruanischer Leichtathlet
- Cunobelinus, Sohn Königs Tenvantius
- Cunow, Heinrich (1862–1936), deutscher Ethnologe, Staatstheoretiker und Politiker

### Cunq
- Cunqueiro, Álvaro (1911–1981), spanischer Romanautor, Dichter, Dramatiker, Journalist und Gastronom

### Cunr
- Cunradi, Caspar (1571–1633), deutscher Mediziner, Historiker und Lyriker
- Cunradina, Christiana (1591–1625), deutsche Dichterin

### Cunt
- Cunta, Miljana (* 1976), slowenische Autorin, Redakteurin, Publizistin und Kulturmanagerin
- Cunti, Luca (* 1989), Schweizer Eishockeyspieler
- Cunti, Pietro (* 1962), Schweizer Eishockeyspieler
- Cuntz, Eckart (* 1950), deutscher Diplomat und Botschafter
- Cuntz, Erich (1916–1975), deutscher Hockeyspieler
- Cuntz, Günther (* 1944), deutscher Fußballspieler
- Cuntz, Herbert (* 1948), deutscher Ultramarathonläufer
- Cuntz, Joachim (* 1948), deutscher Mathematiker, Hochschullehrer
- Cuntz, Manfred (* 1958), deutscher AstrophysikerManfred Cuntz (* 1958)

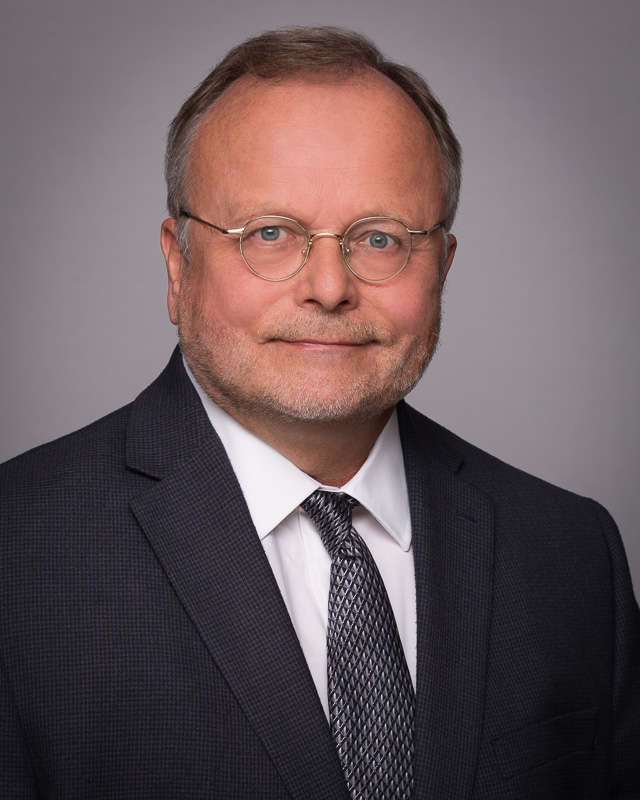
Manfred Cuntz (* 1958)

- Cuntz, Matthias (* 1990), deutscher Fußballspieler
- Cuntz, Otto (1865–1932), österreichischer Althistoriker
- Cuntz, Otto (1918–1987), deutscher Fußballspieler
- Cuntz, Stephan, deutscher Orgelbauer
- Cuntz, Wilhelm (1849–1909), deutscher Mediziner
- Cuntze, Albert (1812–1890), deutscher Jurist und Politiker, Landtagsabgeordneter Waldeck
- Cuntze, Albert (1870–1950), deutscher Verwaltungsjurist
- Cuntze, Eduard (1814–1874), Jurist, Gutsbesitzer und Abgeordneter im Fürstentum Waldeck
- Cuntzius, Christoph (1676–1722), deutscher Orgelbauer

### Cuny
- Cuny, Alain (1908–1994), französischer SchauspielerAlain Cuny (1908–1994)

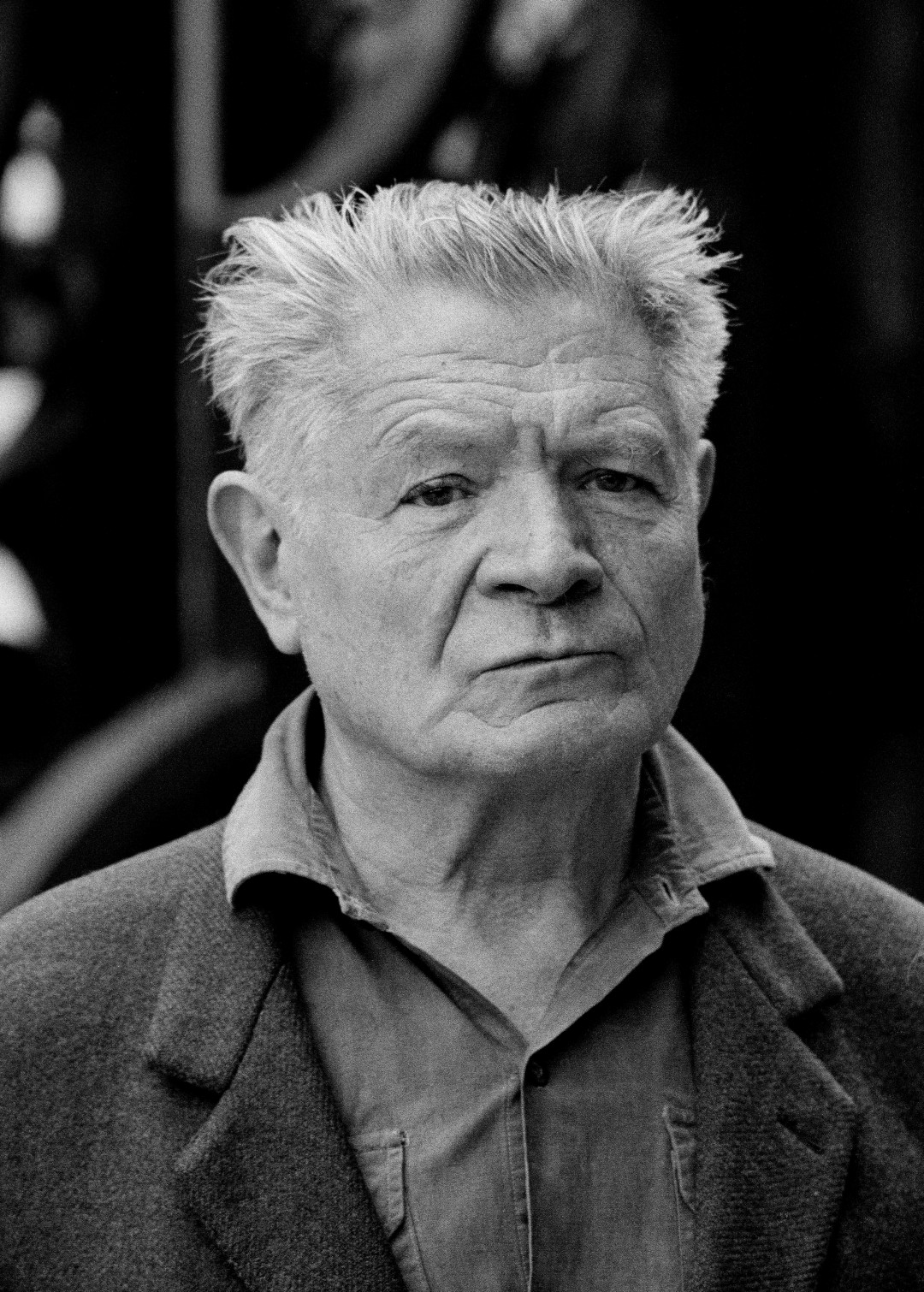
Alain Cuny (1908–1994)

- Cuny, Christoph von (1779–1848), deutscher Verwaltungsbeamter sowie Regierungspräsident in Aachen
- Cuny, Fred (* 1944), amerikanischer Ingenieur und Experte für Katastrophenhilfe
- Cuny, Georg (* 1857), deutscher Architekt, Kunsthistoriker, preußischer Baubeamter
- Cuny, Jean Jacques (1795–1843), deutscher Kaufmann und Unternehmer
- Cuny, Karl Heinz (1910–1994), deutscher Pädagoge und Chemiker
- Cuny, Ludwig von (1833–1898), deutscher Jurist, Hochschullehrer und Politiker (NLP), MdR
- Cuny, Sebastian (* 1978), deutsch-französischer Politiker (SPD), MdL Baden-Württemberg

### Cunz
- Cunz, David (1592–1664), Schweizer Bürgermeister
- Cunz, Dieter (1910–1969), deutsch-amerikanischer Historiker und Germanist, Krimiautor
- Cunz, Ludwig (1776–1848), nassauischer Politiker
- Cunz, Martha (1876–1961), schweizerische Holzschneiderin
- Cunz, Reiner (* 1958), deutscher Numismatiker
- Cunz, Rolf (* 1890), deutscher Musikwissenschaftler und Publizist
- Cunze, Dietrich Joachim Theodor (1760–1822), deutscher evangelischer Geistlicher, Pädagoge und Philologe
- Cünzer, Carl Borromäus (1816–1872), deutscher Schriftsteller